# Min önskejul
Min önskejul è un album in studio natalizio della cantante svedese Sanna Nielsen, pubblicato nel 1997.

## Tracce
1. Min Önskejul
2. Jag Har Tänt Ett Juleljus
3. Tindra Stjärna I Juletid
4. Gläns Över Sjö Och Strand
5. Hör Hur Den Klingar
6. Julpotpurri (Hej, mitt vinterland, Jag såg mamma kyssa tomten, Bjällerklang)
7. Där Bor En Sång
8. Jul Vid Den Heliges Port
9. Juletid, Juletid
10. Jag Bor På En Stjärna (Pomp And Circumstance)
11. Då Är Det Jul (Jag Är En Gäst Och Främling)
12. Stilla Natt
13. Låt Mej Få Tända Ett Ljus